# Harry Warburton
Harry Warburton (ur. 10 kwietnia 1921, zm. w maju 2005 w Zurychu w Zurychu) – szwajcarski bobsleista. Brązowy medalista olimpijski z Cortina d’Ampezzo.
Zawody w 1956 były jego jedynymi igrzyskami olimpijskimi. Po medal sięgnął w dwójkach. Partnerował mu Max Angst. Obaj startowali również w czwórkach i zajęli czwarte miejsce. Był dwukrotnie złotym (1954 – czwórki; 1955 – dwójki) i raz srebrnym (1955 – czwórki) medalistą mistrzostw świata.